# Gare de Saint-Gérand-le-Puy - Magnet
Ne doit pas être confondu avec Gare de Saint-Gérand.
La gare de Saint-Gérand-le-Puy - Magnet est une gare ferroviaire française, fermée, de la ligne de Moret - Veneux-les-Sablons à Lyon-Perrache. Elle est située place de la Gare, au sud du bourg centre de la commune de Magnet, au sud de Saint-Gérand-le-Puy, dans le département de l'Allier, en région Auvergne-Rhône-Alpes.

## Situation ferroviaire
Établie à 290 mètres d'altitude, la gare fermée de Saint-Gérand-le Puy - Magnet est située au point kilométrique (PK) 361,012 de la ligne de Moret - Veneux-les-Sablons à Lyon-Perrache entre les gares ouvertes de Saint-Germain-des-Fossés et de Roanne (s'intercalent les gares fermées : de Lapalisse - Saint-Prix, d'Arfeuilles - Le Breuil, de Saint-Pierre-Laval, de Saint-Martin - Sail-les-Bains, de La Pacaudière et de Saint-Germain-Lespinasse).

## Patrimoine ferroviaire
L'ancien bâtiment voyageurs est toujours présent.